# Ditrichaceae
Ditrichaceae là một họ rêu trong bộ Dicranales.